# Black Star (album Anthony’ego B)
Black Star – czternasty album studyjny Anthony’ego B, jamajskiego wykonawcy muzyki reggae i dancehall.
Płyta została wydana 12 czerwca 2005 roku przez londyńską wytwórnię Greensleeves Records. Produkcją nagrań zajął się Fabrice "Frenchie" Allègre.

## Lista utworów
1. "Intro"
2. "World A Reggae Music"
3. "Praise Jah"
4. "Poor Man's Cry" feat. Jah Cure
5. "I Understand"
6. "Give Thanks" feat. Ras Shiloh
7. "Never Sell Out"
8. "Watch Over My Soul"
9. "Black History"
10. "Come Free My Mind"
11. "Don't Buss Your Gun"
12. "Rastafari Crown"
13. "Sunshine"
14. "Start It Now"

## Muzycy
- Michael Kahn – gitara
- Stanley Andrews – gitara
- Lloyd "Gitsy" Willis – gitara
- Kent Brown – gitara basowa
- Robbie Shakespeare – gitara basowa
- Donald "Bassie" Dennis – gitara basowa, keyboard
- Leroy "Mafia" Heywood – gitara basowa, keyboard
- Melbourne "George Dusty" Miller – perkusja
- Wilburn "Squidley" Cole – perkusja
- David "Fluxy" Heywood – perkusja
- Sly Dunbar – perkusja
- Glen Browne – bongosy
- Carlton "Bubbler" Ogilvie – keyboard
- Steven "Lenky" Marsden – keyboard
- Paul "Right Move" Crossdale – keyboard
- Patrick "Trixx" Anthony – trąbka
- Dean Fraser – saksofon
- Maria Smith – chórki